# Mencáfete
Mencáfete este o arie protejată (arie specială de conservare — SAC, sit de importanță comunitară — SCI) din Spania întinsă pe o suprafață de 454,6 ha, integral pe uscat.

## Localizare
Centrul sitului Mencáfete este situat la coordonatele 27°44′21″N 18°05′30″W / 27.7391°N 18.0918°V.

## Înființare
Situl Mencáfete a fost declarat sit de importanță comunitară în octombrie 1999 pentru a proteja 1 specie de plante și 1 specie de animale. Situl a fost protejat și ca arie specială de conservare în ianuarie 2010.

## Biodiversitate
Situată în ecoregiunea , aria protejată conține 5 habitate naturale: Păduri endemice cu Juniperus spp., Pajiști macaroneziene cu vegetație endemică, Păduri de Olea și Ceratonia, Pante stâncoase silicioase cu vegetație casmofită, Păduri macaroneziene de dafin (Laurus, Ocotea).
La baza desemnării sitului se află mai multe specii protejate:
- plante (1): Cheirolophus duranii
- mamifere (1): Plecotus teneriffae